# 1535
1535 (MDXXXV) fue un año común comenzado en viernes del calendario juliano.

## Acontecimientos
- 18 de enero: en la costa central del actual Perú, el conquistador español Francisco Pizarro y sus hombres fundan la Ciudad de los Reyes (actual Lima, capital del país).
- 21 de enero: en la ciudad de París, tres meses después del Asunto de los Pasquines (la difusión de carteles anticatólicos impresos y difundidos de manera anónima en la noche del 17 al 18 de octubre de 1534 en varias ciudades francesas) el rey Francisco I de Francia hace profesión de fe católica y encabeza una procesión antiprotestante, que precipitará las matanzas que llevarán a las ocho guerras de religión de Francia (entre 1562 y 1598).
- 5 de marzo: en la costa norte del actual Perú, los españoles fundan la aldea de Trujillo.
- 12 de marzo: en la costa de la actual República del Ecuador, el español Francisco Pacheco y sus hombres fundan la aldea de Portoviejo
- 25 de julio: cerca de la desembocadura del río Guayas en el océano Pacífico, el español Francisco de Orellana y sus hombres fundan la aldea de Guayaquil.
- 4 de septiembre: en la costa de isla de Menorca, el pirata Barbarroja y sus hombres saquean el puerto de Mahón.
- 2 de octubre: en Canadá, Jacques Cartier descubre la región donde fundará Montreal.
- 15 de octubre: llega a la Nueva España (actual México) Antonio de Mendoza y Pacheco, primer virrey de la Nueva España.
- 27 de octubre: en Madrid (España), el rey Carlos I concede a la localidad de San Pedro Cholula (en el estado mexicano de Puebla) el título de «ciudad».
- 27 de octubre: en el norte de África, las fuerzas del rey Carlos I conquistan la ciudad de Túnez de manos otomanas y libera a 20 000 esclavos cristianos.
- 27 de octubre: en Francia, las fuerzas del rey Carlos I intentan un fallido ataque sobre París.
- 27 de octubre: en el norte de la península italiana, el rey católico Francisco I de Francia ataca la ciudad de Milán, pacta con los príncipes protestantes alemanes y da su apoyo a los turcos otomanos, en el mar Mediterráneo, contra España.

## Nacimientos
- 11 de febrero: Papa Gregorio XIV
- 31 de mayo: Alessandro Allori, pintor italiano (f. 1607)
- 2 de junio: Papa León XI
- 21 de julio: García Hurtado de Mendoza, militar español, gobernador de Chile y virrey del Perú (f. 1609)
- 6 de octubre: Niwa Nagahide, samurái japonés de los periodos Sengoku y Azuchi-Momoyama (f. 1585)
- Martín del Barco Centenera, poeta español.
- Jacques Sabon, tipógrafo alemán.
- Juan de Arfe, orfebre alemán.

## Fallecimientos
- Francisco II Sforza, último Duque independiente de Milán.
- 6 de julio: Tomás Moro, abogado, escritor, político y humanista inglés (n. 1478)
- Enrique Cornelio Agripa de Nettesheim, escritor, filósofo, alquimista, cabalista, médico y nigromante alemán.
- Juan Fisher, religioso inglés.

## Publicaciones
- Alrededor de este año, Bonaventure des Périers publicó el Blasón del ombligo, al parecer el único poema que se ha escrito dedicado a esa zona del cuerpo.[1]